# مجلس الطبقات العامة 1789
مجلس الطبقات العامة 1789 (بالفرنسية: l'Assemblée des états généraux de 1789)‏ كان آخر مجالس الطبقات العامة لمملكة فرنسا. حدث من 5 مايو إلى 27 يونيو في فرساي. لم يجتمع المجلس منذ سنة 1614م. كانت الطبقة الثالثة "تعانى الفقر والعبودية، ولكن أكثر من ذلك كانت تلك الطبقة الثالثة تتحمل نفقات وضرائب الدولة". تحول المجلس إلى جمعية وطنية.